# Ferdinand I al Portugaliei
Ferdinand I al Portugaliei (portugheză: Fernando, AFI fɨɾ'nɐ̃du), (n. 31 octombrie 1345, Santarém, Districtul Santarém, Portugalia – d. 22 octombrie 1383, Lisabona, Portugalia) supranumit Cel Frumos (portugheză : o Formoso) sau mai rar Cel Inconstant (portugheză: o Inconstante), a fost al nouălea rege al Portugaliei, al doilea fiu, și cel mai mare care a supraviețuit, al lui Petru I al Portugaliei și a Constanței de Castilia. A urcat pe tron în 1367. 
La moartea lui Petru al Castiliei în 1369, Ferdinand, ca strănepot al lui Sancho al IV-lea al Castiliei pe linie feminină, a pretins drepturi de succesiune, avându-i ca rivali pe regii Aragonului și Navarrei, și mai târziu pe Ioan de Gaunt, duce de Lancaster (căsătorit în 1370 cu Constanța, fiica cea mare a lui Petru). 
Între timp Henric de Trastamara, fratele ilegitim al lui Petru, își atribuise coroana. După câteva campanii care nu au clarificat situația, toate părțile implicate au cerut medierea Papei Grigorie al XI-lea. Condițiile tratatului, ratificat în 1371, includeau mariajul între Ferdinand și Leonora de Castilia. Dar înainte de această decizie, Ferdinand devenise foarte atașat de Leonora Telles de Menezes, soția unuia dintre curtenii săi, și după ce a obținut anularea căsătoriei ei, nu a pierdut timp în a o face regina sa. 
Acest comportament ciudat, deși a dat naștere unei insurecții în Portugalia, nu a avut ca rezultat imediat războiul cu Henric; dar politica externă a fost în curând afectată de intrigile ducelui de Lancaster, care l-a convins pe Ferdinand să ia parte la un tratat secret, cu scopul de a-l înlătura pe Henric de pe tron. Războiul care a urmat a fost lipsit de succes; s-a semnat din nou pacea în 1373. La moartea lui Henric în 1379, ducele de Lancaster și-a prezentat din nou pretențiile, și a găsit din nou un aliat în Portugalia; dar, conform analiștilor de pe Continent, englezii și-au ofensat atât inamicii, cât și aliații; Ferdinand a semnat pe cont propriu pacea la Badajoz în 1382, în tratat menționându-se că Beatrice, moștenitoarea lui Ferdinand, se va căsători cu regele Ioan I al Castiliei, asigurând astfel uniunea celor două coroane. 
Ferdinand a murit fără a avea nici un moștenitor masculin, pe 22 octombrie 1383, și dinastia burgundiană, care ocupa tronul din timpul lui Contelui Henric (aproximativ 1112), avea să fie înlocuită. S-au ignorat condițiile tratatului de la Badajoz, și Ioan, Mare Maestru al Ordinului Aviz, fratele ilegitim al lui Ferdinand, a pretins tronul. Aceasta a dus la o perioadă de război și incertitudine politică, cunoscută cu numele de Criza din 1383-1385. Ioan a devenit primul rege al Casei de Aviz în 1385.
1. ↑  IdRef, accesat în 10 mai 2020